# Ariobarzanes (sátrapa de Pérsis)
Ariobarzanes (em grego clássico: Ἀριοβαρζάνης) também grafado como Ario Barzan ou Aryo Barzan, significando "exaltando os arianos" foi um sátrapa e comandante militar persa, que comandou a última linha de defesa do exército persa na Batalha do Portão Persa contra o rei macedônio Alexandre, o Grande, no inverno de 330 a.C.

## Família
A palavra sátrapa, deriva do persa antigo xsatrapa, significa o "protetor da terra/país", e foi o nome dado aos governadores provinciais no antigo Império Aquemênida. Dario I ou Dario, o Grande (522-486 a.C.) criou vinte satrapias com um tributo anual. Nomeados pelo rei, os sátrapas eram geralmente da família real ou da nobreza iraniana e ocupavam o cargo indefinidamente. Eles recolhiam os impostos, eram a mais alta autoridade judicial, e eram responsáveis pela segurança interna e pela formação e manutenção de um exército. Um sátrapa era assistido por um conselho de nobres iranianos, para o qual também provinciais eram admitidos; e era controlado por um secretário real e por emissários do rei, especialmente os Olhos do Rei. Após a queda do Império Aquemênida, Alexandre, o Grande e seus sucessores mantiveram os sátrapas. Sua irmã foi a guerreira e nobre persa, Iutabe.

## Vida
Embora a exata data de nascimento de Ariobarzanes seja desconhecida, especula-se que nasceu por volta de 368 a.C. Ariobarzanes foi nomeado sátrapa de Pérsis em 335 a.C. por Dario III. Para muitos pesquisadores, é surpreendente que Dario III Codomano tenha nomeado um sátrapa para Persépolis e Pérsis. Parece que, anteriormente, este cargo não existia. Ariobarzanes comandou parte do exército persa na luta contra os antigos macedônios em Gaugamela, em 331 a.C.

## Morte
Após a derrota persa em Gaugamela, Dario III percebeu que não poderia defender a sua capital Persépolis e viajou para o leste para reconstruir seus exércitos, deixando Ariobarzanes no comando. Enquanto isso, Alexandre, o Grande dividiu seu exército e deslocou a sua força de 14 000 homens  em direção à capital persa através do passo de montanha conhecido por Portões Persas, que controla a ligação entre o litoral e a região central da Pérsia. Nesse local, Ariobarzanes conseguiu, com sucesso, emboscar o exército de Alexandre, o Grande, infligindo pesadas baixas. Contudo, o sucesso persa na Batalha do Portão Persa foi de curta duração; depois de ter sido impedido de avançar por trinta dias Alexandre, o Grande flanqueou e destruiu os defensores. Ariobarzanes foi morto, ou durante a batalha, ou durante a retirada para Persépolis. Algumas fontes indicam que os persas foram traídos por um chefe tribal capturado, que indicou aos macedônios um caminho alternativo, que lhes permitiu flanquear Ariobarzanes.